# Chronologie des épisodes de Spider-Man
La chronologie des épisodes de Spider-Man regroupe toutes les apparitions de Spider-Man dans l'ordre chronologique, de la plus essentielle à la plus anecdotique. La chronologie de ce personnage est complexe et couvre plus de cinquante ans de publications.

## Années 1960
| DATE  | TITRE VF | TITRE VO | PARUTION VO                                                      | DERNIÈRE PARUTION VF                                                                  | DESSINS                  | SCÉNARIO             | GUESTS                                  |
| ----- | --- | --- | ---------------------------------------------------------------- | ------------------------------------------------------------------------------------- | ------------------------ | -------------------- | --------------------------------------- |
| 08/62 | Spider-Man ! | Spider-Man ! | Amazing Fantasy no 15                                            | Marvel : Les Origines N° 1 Spider-Man L'Intégrale 1962-1963                           | Steve Ditko              | Stan Lee             |                                         |
| 12/98 | Une amère leçon | Bitter Lesson | Spider-Man Chapter One no 1 (Remake de Amazing Fantasy #15)      | Spider-Man (V2) N°1 Spider-Man Succès du Livre N° 2                                   | John Byrne               | John Byrne           |                                         |
| 03/63 | Spider-Man Spider-Man contre le Caméléon ! | Spider-Man Spider-Man Vs. The Chameleon | The Amazing Spider-Man no 1                                      | Marvel : Les origines n° 1 Spider-Man L'intégrale 1962-1963                           | Steve Ditko              | Stan Lee             | FF                                      |
| 12/98 | L'imposteur | Masks | Spider-Man Chapter One no 2 (Remake de Amazing Spider-Man #1)    | Spider-Man (V2) N°3 Spider-Man Succès du Livre N° 2                                   | John Byrne               | John Byrne           |                                         |
| 05/63 | Duel à mort avec le vautour L'étrange menace du terrible bricoleur Les secrets de la toile de Spider-Man                                                                      | Duel To The Death With The Vulture The Uncanny Threat Of The Terrible Tinkerer Secrets Of Spider-Man's Web                                                         | The Amazing Spider-Man no 2                                      | Spider-Man L'intégrale 1962-1963 Strange N° 72 & N° 73                                | Steve Ditko              | Stan Lee             |                                         |
| 01/99 | La chute | First Fall | Spider-Man Chapter One no 3 (Remake Amazing Fantasy 2~3)         | Spider-Man (V2) N°3 Spider-Man Succès du Livre N° 2                                   | John Byrne               | John Byrne           |                                         |
| 05/04 | Duel à mort avec le vautour L'étrange menace du terrible bricoleur | Duel To The Death With The Vulture The Uncanny Threat Of The Terrible Tinkerer                                                                                     | Marvel Age: Spider-Man no 1 (Remake de Amazing Spider-Man #2)    | Spider-Man Marvel Kids N°1 Spider-Man Poche N°1                                       | Daniel Quantz            | Stan Lee             |                                         |
| 07/63 | Spider-Man contre le Docteur Octopus | Spider-Man Versus Doctor Octopus | The Amazing Spider-Man no 3                                      | Spider-Man L'intégrale 1962-1963                                                      | Steve Ditko              | Stan Lee             |                                         |
| 06/04 | Spider-Man contre le Docteur Octopus | Spider-Man Versus Doctor Octopus | Marvel Age: Spider-Man no 2 (Remake de Amazing Spider-Man #3)    | Spider-Man Marvel Kids N°1 Spider-Man Poche N°1                                       | Daniel Quantz            | Stan Lee             |                                         |
| 09/63 | Rien ne peut arrêter l'Homme Sable | Nothing Can Stop The Sandman | The Amazing Spider-Man no 4                                      | Spider-Man L'intégrale 1962-1963                                                      | Steve Ditko              | Stan Lee             |                                         |
| 07/04 | Rien ne peut arrêter l'Homme Sable | Nothing Can Stop The Sandman | Marvel Age: Spider-Man no 3 (Remake de Amazing Spider-Man #4)    | Spider-Man Marvel Kids N°1                                                            | Daniel Quantz            | Stan Lee             |                                         |
| 10/63 | Le Docteur Fatalis a voulu sa perte | Marked For Destruction By Doctor Doom | The Amazing Spider-Man no 5                                      | Spider-Man L'intégrale 1962-1963                                                      | Steve Ditko              | Stan Lee             | FF                                      |
| 07/04 | Le Docteur Fatalis a voulu sa perte | Marked For Destruction By Doctor Doom | Marvel Age: Spider-Man no 4 (Remake de Amazing Spider-Man #5)    | Marvel N° 2 Spider-Man L'intégrale 1962-1963                                          | Steve Ditko              | Stan Lee             | FF                                      |
| 03/99 | Spidey doute | Doubt | Spider-Man Chapter One no 4 (Remake Amazing Spider-Man 3~5)      | Spider-Man (V2) N°4 Spider-Man Succès du Livre N° 2                                   | John Byrne               | John Byrne           |                                         |
| 11/63 | Face-à-face avec le Lézard ! | Face-To-Face With The Lizard | The Amazing Spider-Man no 6                                      | Spider-Man L'intégrale 1962-1963                                                      | Steve Ditko              | Stan Lee             |                                         |
| 08/04 | Face-à-face avec le Lézard ! | Face-To-Face With The Lizard | Marvel Age: Spider-Man no 5 (Remake de Amazing Spider-Man #6)    | Spider-Man Marvel Kids N°1                                                            | Daniel Quantz            | Stan Lee             |                                         |
| 12/63 | Le retour du Vautour | The Return Of The Vulture | The Amazing Spider-Man no 7                                      | Spider-Man L'intégrale 1962-1963                                                      | Daniel Quantz            | Stan Lee             |                                         |
| 08/04 | Le retour du Vautour | The Return Of The Vulture | Marvel Age: Spider-Man no 6 (Remake de Amazing Spider-Man #7)    | Spider-Man Marvel Kids N°1                                                            | Todd Dezago              | Stan Lee             |                                         |
| 1963  | Dans le sillage du fantastique Spider-Man ! | On The Trail Of The Amazing Spider-Man ! | Strange Tales Annual no 2                                        | Spider-Man L'intégrale 1962-1963                                                      | Jack Kirby               | Stan Lee             | FF                                      |
| 01/64 | La terrible menace du cerveau vivant Spider-Man tacle la Torche | The Terrible Threat Of The Living Brain Spider-Man Tackles The Torch                                                                                               | The Amazing Spider-Man no 8                                      | Spider-Man L'intégrale 1964 Strange N°10 & N°66 & N°67 Strange Spécial Origines N°178 | Steve Ditko Jack Kirby   | Stan Lee             | FF                                      |
| 09/04 | La terrible menace du cerveau vivant Spider-Man tacle la Torche | The Terrible Threat Of The Living Brain Spider-Man Tackles The Torch                                                                                               | Marvel Age: Spider-Man no 7 (Remake de Amazing Spider-Man #8)    | Spider-Man Marvel Kids N°2                                                            | Todd Dezago              | Stan Lee             |                                         |
| 01/64 | Les Vengeurs rencontre... le Prince des Mers !* | The Avengers meet... Sub-Mariner ! | Avengers no 3                                                    | Avengers l'intégrale 1963-1964                                                        | Jack Kirby               | Stan Lee             |                                         |
| 02/64 | L'homme appelé Electro | The Man Called Electro | The Amazing Spider-Man no 9                                      | Spider-Man l'intégrale 1964 Marvel N° 4                                               | Steve Ditko              | Stan Lee             |                                         |
| 03/64 | Les Exécuteurs | The Enforcers | The Amazing Spider-Man no 10                                     | Spider-Man l'intégrale 1964 Marvel N°5                                                | Steve Ditko              | Stan Lee             |                                         |
| 04/64 | Moment décisif | Turning point | The Amazing Spider-Man no 11                                     | L'Araignée N°9 L'Araignée (Whitman) N°5 Spider-Man l'intégrale 1964 Marvel N°6        | Steve Ditko              | Stan Lee             |                                         |
| 05/64 | Démasqué par le Docteur Octopus | Unmasked by Dr Octopus | The Amazing Spider-Man no 12                                     | L'Araignée N°9 L'Araignée (Whitman) N°5 Spider-Man l'intégrale 1964 Marvel N°7        | Steve Ditko              | Stan Lee             |                                         |
| 06/64 | La menace de Mysterio | The Menace of Mysterio | The Amazing Spider-Man no 13                                     | L'Araignée N°7 L'Araignée (Whitman) N°6 Spider-Man l'intégrale 1964 Marvel N°8        | Steve Ditko              | Stan Lee             |                                         |
| 07/64 | La grotesque aventure du Bouffon Vert | The Grotesque Adventures of Green Goblin | The Amazing Spider-Man no 14                                     | L'Araignée N°1 Marvel N°9 Marvel les Origines N°3 Spider-Man l'intégrale 1964         | Steve Ditko              | Stan Lee             | Hulk                                    |
| 08/64 | Kraven, le chasseur | Kraven the Hunter | The Amazing Spider-Man no 15                                     | L'Araignée N°1 Marvel N°10 Spider-Man l'intégrale 1964                                | Steve Ditko              | Stan Lee             |                                         |
| 11/96 | La première chasse de Kraven | Kraven's First Hunt | The Sensational Spider-Man '96 (remake de Amazing Spider-Man 15) | Spider-Man N°1 (1re série)                                                            | Shawn Mac Manus          | John Marc De Matteis |                                         |
| 09/64 | Duel avec Daredevil | Duel with Daredevil | The Amazing Spider-Man no 16                                     | L'Araignée N°5 Marvel N°11 Spider-Man l'intégrale 1964                                | Steve Ditko              | Stan Lee             | Daredevil Ringmaster                    |
| 1964  | Les Sinister Six Les secrets de Spider-Man Comment Stan Lee et Steve Ditko créent Spider-Man Galerie des ennemis les plus connus de Spider-Man ! 1                            | The Sinister Six ! The Secrets Of Spider-Man ! How Stan Lee And Steve Ditko Create Spider-Man ! A gallery of Spider-Man most famous foes ! 1                       | The Amazing Spider-Man Annual 1                                  | Spider-Man l'intégrale 1964 Spider-Man l'intégrale 1969 Spider-Man l'intégrale 1970   | Steve Ditko              | Stan Lee             | Dr Strange Thor Giant Man La Guêpe      |
| 10/64 | Le retour du Bouffon | The Return of the Goblin | The Amazing Spider-Man no 17                                     | L'Araignée N°1 Marvel N°12 Spider-Man l'intégrale 1964                                | Steve Ditko              | Stan Lee             | La Torche                               |
| 11/64 | La fin de Spider-Man | The End Of Spider-Man | The Amazing Spider-Man no 18                                     | Spider-Man l'intégrale 1964                                                           | Steve Ditko              | Stan Lee             | La Torche                               |
| 12/64 | Spidey contre-attaque | Spidey Strikes Back | The Amazing Spider-Man no 19                                     | Spider-Man l'intégrale 1964                                                           | Steve Ditko              | Stan Lee             | La Torche                               |
| 12/64 | Les puissants Vengeurs rencontrent Spider-Man ! | The Mighty Avengers meets Spider-Man ! | Avengers no 11                                                   | Avengers l'intégrale 1963-1964 Vengeur N°7 Vengeurs Color N°4                         | Don Heck                 | Stan Lee             | Avengers                                |
| 01/65 | L'arrivée du Scorpion | The Coming of the Scorpion | The Amazing Spider-Man no 20                                     | Spider-Man l'intégrale 1965 Strange N°23                                              | Steve Ditko              | Stan Lee             |                                         |
| 02/65 | Là où vole le Scarabée | Where Flies The Beetle | The Amazing Spider-Man no 21                                     | Spider-Man l'intégrale 1965 Strange N°19                                              | Steve Ditko              | Stan Lee             | La Torche                               |
| 03/65 | Le Clown et ses Maîtres de la Menace | The Clown And His Masters Of Menace | The Amazing Spider-Man no 22                                     | Spider-Man l'intégrale 1965                                                           | Steve Ditko              | Stan Lee             |                                         |
| 04/65 | Le Bouffon et les Gangsters | The Goblin And The Gangsters | The Amazing Spider-Man no 23                                     | Spider-Man l'intégrale 1965                                                           | Steve Ditko              | Stan Lee             |                                         |
| 05/65 | Spider-Man devient fou | Spider-Man Goes Mad | The Amazing Spider-Man no 24                                     | Spider-Man l'intégrale 1965                                                           | Steve Ditko              | Stan Lee             |                                         |
| 06/65 | Capturé par J. Jonah Jameson ! | Captured By J. Jonah Jameson ! | The Amazing Spider-Man no 25                                     | Spider-Man l'intégrale 1965                                                           | Steve Ditko              | Stan Lee             |                                         |
| 07/65 | L'homme derrière le masque du Maître du Crime | The Man In The Crime-Master's Mask | The Amazing Spider-Man no 26                                     | Spider-Man l'intégrale 1965                                                           | Steve Ditko              | Stan Lee             |                                         |
| 08/65 | Ramenez-moi mon Bouffon | Bring Back My Goblin To Me | The Amazing Spider-Man no 27                                     | Spider-Man l'intégrale 1965                                                           | Steve Ditko              | Stan Lee             |                                         |
| 09/65 | La menace de l'Homme de Lave | The Menace Of The Molten Man ! | The Amazing Spider-Man no 28                                     | Spider-Man l'intégrale 1965                                                           | Steve Ditko              | Stan Lee             |                                         |
| 1965  | Le monde merveilleux du Dr Strange Galerie des ennemis les plus connus de Spider-Man ! 2                                                                                      | The Wondrous World Of Dr. Strange ! A gallery of Spider-Man most famous foes ! 2                                                                                   | The Amazing Spider-Man Annual 02                                 | Spider-Man l'intégrale 1965 Spider-Man l'intégrale 1970                               | Steve Ditko              | Stan Lee             | Dr Strange                              |
| 10/65 | Ne marchez jamais sur un scorpion | Never Step On A Scorpion | The Amazing Spider-Man no 29                                     | Spider-Man l'intégrale 1965                                                           | Steve Ditko              | Stan Lee             |                                         |
| 11/65 | Les griffes du chat | The Claws Of The Cat | The Amazing Spider-Man no 30                                     | Spider-Man l'intégrale 1965                                                           | Steve Ditko              | Stan Lee             |                                         |
| 12/65 | Si ce doit être mon destin | If This Be My Destiny | The Amazing Spider-Man no 31                                     | Spider-Man l'intégrale 1965                                                           | Steve Ditko              | Stan Lee             |                                         |
| 01/66 | Un homme acculé | Man On The Rampage | The Amazing Spider-Man no 32                                     | Spider-Man l'intégrale 1966                                                           | Steve Ditko              | Stan Lee             |                                         |
| 02/66 | Le dernier chapitre | The Final Chapter | The Amazing Spider-Man no 33                                     | Spider-Man l'intégrale 1966                                                           | Steve Ditko              | Stan Lee             |                                         |
| 03/66 | Le frisson de la chasse | The Thrill Of The Hunt | The Amazing Spider-Man no 34                                     | Spider-Man l'intégrale 1966                                                           | Steve Ditko              | Stan Lee             |                                         |
| 04/66 | Les regrets de l'Homme de Lave | The Molten Man Regrets | The Amazing Spider-Man no 35                                     | Spider-Man l'intégrale 1965                                                           | Steve Ditko              | Stan Lee             |                                         |
| 05/66 | Quand tombe le météore | When Falls The Meteor | The Amazing Spider-Man no 36                                     | Spider-Man l'intégrale 1966                                                           | Steve Ditko              | Stan Lee             |                                         |
| 06/66 | Il était une fois, un robot | Once Upon A Time, There Was A Robot | The Amazing Spider-Man no 37                                     | Spider-Man l'intégrale 1966                                                           | Steve Ditko              | Stan Lee             |                                         |
| 07/66 | Juste un gars nommé Joe | Just A Guy Named Joe | The Amazing Spider-Man no 38                                     | Spider-Man l'intégrale 1966                                                           | Steve Ditko              | Stan Lee             |                                         |
| 08/66 | Comme il était vert mon Bouffon ! | How Green Was My Goblin ! | The Amazing Spider-Man no 39                                     | Spider-Man l'intégrale 1966                                                           | John Romita              | Stan Lee             |                                         |
| 09/66 | Spidey sauve la mise ! | Spidey Saves The Day ! | The Amazing Spider-Man no 40                                     | Spider-Man l'intégrale 1966                                                           | John Romita              | Stan Lee             |                                         |
| 10/66 | Les cornes du Rhino ! | The Horns Of The Rhino ! | The Amazing Spider-Man no 41                                     | Spider-Man l'intégrale 1966                                                           | John Romita              | Stan Lee             |                                         |
| 11/66 | La naissance d'un Super-Héros ! | The Birth Of A Super-Hero ! | The Amazing Spider-Man no 42                                     | Spider-Man l'intégrale 1966                                                           | John Romita              | Stan Lee             | Foggy NELSON                            |
| 12/66 | Le Rhino acculé ! | Rhino On The Rampage ! | The Amazing Spider-Man no 43                                     | Spider-Man l'intégrale 1966                                                           | John Romita              | Stan Lee             | Matt MURDOCK Foggy NELSON               |
| 1966  | ...Devenir un Vengeur | ...To become an Avenger ! | The Amazing Spider-Man Annual no 3                               | Spider-Man l'intégrale 1966                                                           | John Romita Don Heck     | Stan Lee             | Daredevil Hulk Avengers                 |
| 01/67 | Là où grimpe le Lézard ! | Where Crawls The Lizard ! | The Amazing Spider-Man no 44                                     | Spider-Man l'intégrale 1967                                                           | John Romita              | Stan Lee             |                                         |
| 02/67 | Spidey contre-attaque ! | Spidey Smashes Out ! | The Amazing Spider-Man no 45                                     | Spider-Man l'intégrale 1967                                                           | John Romita              | Stan Lee             |                                         |
| 03/67 | Le sinistre Shocker | The Sinister Shocker | The Amazing Spider-Man no 46                                     | Spider-Man l'intégrale 1967                                                           | John Romita              | Stan Lee             |                                         |
| 04/67 | Entre les mains du chasseur ! | In The Hands Of The Hunter ! | The Amazing Spider-Man no 47                                     | Spider-Man l'intégrale 1967                                                           | John Romita              | Stan Lee             |                                         |
| 05/67 | Les ailes du Vautour ! | The Wings Of The Vulture ! | The Amazing Spider-Man no 48                                     | Spider-Man l'intégrale 1967                                                           | John Romita              | Stan Lee             |                                         |
| 06/67 | Des profondeurs de la défaite | From The Depths Of Defeat ! | The Amazing Spider-Man no 49                                     | Spider-Man l'intégrale 1967                                                           | John Romita              | Stan Lee             |                                         |
| 07/67 | Plus jamais Spider-Man ! | Spider-Man No More ! | The Amazing Spider-Man no 50                                     | Spider-Man l'intégrale 1967                                                           | John Romita              | Stan Lee             |                                         |
| 08/67 | Dans les griffes du... Caïd ! | In The Clutches Of... The Kingpin ! | The Amazing Spider-Man no 51                                     | Spider-Man l'intégrale 1967                                                           | John Romita              | Stan Lee             |                                         |
| 09/67 | Mourir en héros ! | To Die A Hero ! | The Amazing Spider-Man no 52                                     | Spider-Man l'intégrale 1967                                                           | John Romita              | Stan Lee             |                                         |
| 1967  | La toile et la flamme Le Coffee Bean ! Que portera cet hiver le Spider-Man élégant ? Les talents de Spidey Les ennemis favoris de Spidey ! Une visite de la piaule de Peter ! | The Web And The Flame ! The Coffee Bean Barn ! What the well-dressed Spider-Man will wear Spidey's Greatest Talent Spidey's Favorite Foes ! A visit to Petey's Pad | The Amazing Spider-Man Annual no 4                               | Spider-Man l'intégrale 1967 Spider-Man l'intégrale 1969                               | Larry Lieber             | Stan Lee             | La Torche                               |
| 10/67 | L'entrée en scène du Dr Octopus | Enter: Dr. Octopus | The Amazing Spider-Man no 53                                     | Spider-Man l'intégrale 1967                                                           | John Romita              | Stan Lee             |                                         |
| 11/67 | Les tentacules et le piège ! | The Tentacles And The Trap ! | The Amazing Spider-Man no 54                                     | Spider-Man l'intégrale 1967                                                           | John Romita              | Stan Lee             |                                         |
| 12/67 | Doc Ock gagne ! | Doc Ock Wins ! | The Amazing Spider-Man no 55                                     | Spider-Man l'intégrale 1967                                                           | John Romita              | Stan Lee             |                                         |
| 01/68 | Désastre ! | Disaster ! | The Amazing Spider-Man no 56                                     | Spider-Man l'intégrale 1968                                                           | John Romita              | Stan Lee             |                                         |
| 02/68 | La venue de Ka-Zar ! | The Coming Of Ka-Zar ! | The Amazing Spider-Man no 57                                     | Spider-Man l'intégrale 1968                                                           | John Romita              | Stan Lee             | Ka-Zar                                  |
| 03/68 | Comment tuer un homme-araignée ! | To Kill A Spider-Man ! | The Amazing Spider-Man no 58                                     | Spider-Man l'intégrale 1968                                                           | John Romita              | Stan Lee             | Ka-Zar                                  |
| 04/68 | L'empreinte du Brainwasher ! | The Brand Of The Brainwasher ! | The Amazing Spider-Man no 59                                     | Spider-Man l'intégrale 1968                                                           | John Romita              | Stan Lee             |                                         |
| 05/68 | Les cabales de l'envoûteur ** | The Reprensible Riddle of... The Sorceror ! | Marvel Super-Heroes no 14                                        | Spider-Man l'intégrale 1969                                                           | Bill Everett Ross Andru  | Stan Lee/Ross Andru  |                                         |
| 05/68 | Amère victoire ! | O, Bitter Victory ! | The Amazing Spider-Man no 60                                     | Spider-Man l'intégrale 1968                                                           | John Romita              | Stan Lee             |                                         |
| 06/68 | Quand la toile s'emmêle ! | What a Tangled Web We Weave ! | The Amazing Spider-Man no 61                                     | Spider-Man l'intégrale 1968                                                           | John Romita              | Stan Lee             |                                         |
| 07/68 | Faites place à... Medusa ! | Make Way For... Medusa ! | The Amazing Spider-Man no 62                                     | Spider-Man l'intégrale 1968                                                           | John Romita              | Stan Lee             |                                         |
| 08/68 | Des ailes dans la nuit ! | Wings In The Night ! | The Amazing Spider-Man no 63                                     | Spider-Man l'intégrale 1968                                                           | John Romita              | Stan Lee             |                                         |
| 09/68 | La proie du Vautour | The Vulture's Prey | The Amazing Spider-Man no 64                                     | Spider-Man l'intégrale 1968                                                           | John Romita              | Stan Lee             |                                         |
| 10/68 | L'impossible évasion ! | The Impossible Escape ! | The Amazing Spider-Man no 65                                     | Spider-Man l'intégrale 1968                                                           | John Romita              | Stan Lee             |                                         |
| 1968  | Les parents de Peter Parker ! Et voici l'intrigue ! Peter Parker, superstar du sport ! Une journée au Daily Bugle Où est qui !                                                | The Parents of Peter Parker Here we go-a-plotting ! Peter Parker, the Super Sports Star ! A day at the Daily Bugle Where It's at !                                 | The Amazing Spider-Man Annual no 5                               | Spider-Man l'intégrale 1968 Spider-Man l'intégrale 1969                               | John Romita Larry Lieber | Stan Lee             |                                         |
| 11/68 | Le Bouffon est vivant ! *** | The Goblin lives ! | Spectacular Spider-Man Magazine no 2                             | Spider-Man l'intégrale 1973                                                           | John Romita Jim MOONEY   | Stan Lee             | La Torche                               |
| 11/68 | La folie de Mysterio ! | The Madness Of Mysterio ! | The Amazing Spider-Man no 66                                     | Spider-Man l'intégrale 1968                                                           | John Romita              | Stan Lee             |                                         |
| 12/68 | Écraser une Araignée ! | To Squash A Spider ! | The Amazing Spider-Man no 67                                     | Spider-Man l'intégrale 1968                                                           | John Romita              | Stan Lee             |                                         |
| 01/69 | Crise sur le campus ! | Crisis On The Campus ! | The Amazing Spider-Man no 68                                     | Spider-Man l'intégrale 1969                                                           | John Romita              | Stan Lee             |                                         |
| 02/69 | Mission : écraser le Caïd ! | Mission : Crush The Kingpin ! | The Amazing Spider-Man no 69                                     | Spider-Man l'intégrale 1969                                                           | John Romita              | Stan Lee             |                                         |
| 03/69 | Spider-Man recherché ! | Spider-Man Wanted ! | The Amazing Spider-Man no 70                                     | Spider-Man l'intégrale 1969                                                           | John Romita              | Stan Lee             |                                         |
| 04/69 | Le sprinteur et le fileur ! | The Speedster And The Spider ! | The Amazing Spider-Man no 71                                     | Spider-Man l'intégrale 1969                                                           | John Romita              | Stan Lee             | Vif Argent La Sorcière Rouge Le Crapaud |
| 05/69 | Secoué par... le Shocker ! | Rocked By... The Shocker ! | The Amazing Spider-Man no 72                                     | Spider-Man l'intégrale 1969                                                           | John Romita              | Stan Lee             |                                         |
| 06/69 | La toile se resserre ! | The Web Closes ! | The Amazing Spider-Man no 73                                     | Spider-Man l'intégrale 1969                                                           | John Romita              | Stan Lee             |                                         |
| 07/69 | Branle-bas de combat ! | If This Be Bedlam ! | The Amazing Spider-Man no 74                                     | Spider-Man l'intégrale 1969                                                           | John Romita              | Stan Lee             |                                         |
| 08/69 | La mort ne prévient pas ! | Death Without Warning ! | The Amazing Spider-Man no 75                                     | Spider-Man l'intégrale 1969                                                           | John Romita              | Stan Lee             |                                         |
| 09/69 | Le Lézard est vivant ! | The Lizard Lives ! | The Amazing Spider-Man no 76                                     | Spider-Man l'intégrale 1969                                                           | John Romita              | Stan Lee             | La Torche                               |
| 10/69 | Dans le feu de la bataille ! | In The Blaze Of Battle ! | The Amazing Spider-Man no 77                                     | Spider-Man l'intégrale 1969                                                           | John Romita              | Stan Lee             | La Torche                               |
| 11/69 | La nuit du Rôdeur ! | The Night Of The Prowler ! | The Amazing Spider-Man no 78                                     | Spider-Man l'intégrale 1969                                                           | John Romita              | Stan Lee             |                                         |
| 12/69 | Nous n'irons plus rôder ! | To Prowl No More ! | The Amazing Spider-Man no 79                                     | Spider-Man l'intégrale 1969                                                           | John Romita              | Stan Lee             |                                         |

* Spider-Man apparaît juste sur quelques cases pages 3 & 4.

** L'épisode peut se placer durant Amazing Spider-Man 59, après la case 1, planche 8.

*** L'épisode peut se placer de Amazing Spider-Man 63, planche 9, case 5 à Amazing Spider-Man 66, planche 12, case 4.

## Années 1970
| DATE  | TITRE VF                                                                     | TITRE VO                                                                    | PARUTION VO               | PARUTION VF                            | DESSINS                                | SCÉNARIO              | GUESTS                                                         |
| ----- | ---------------------------------------------------------------------------- | --------------------------------------------------------------------------- | ------------------------- | -------------------------------------- | -------------------------------------- | --------------------- | -------------------------------------------------------------- |
| 01/70 | Sur la piste... du Caméléon !                                                | On the trail of... the Chameleon !                                          | Amazing Spider-Man no 80  | Spider-Man Intégrale 1970              | John Buscema Jim Mooney                | Stan Lee              |                                                                |
| 02/70 | L'arrivée du Kangourou !                                                     | The Coming Of The Kangaroo !                                                | Amazing Spider-Man no 81  | Spider-Man Intégrale 1970              | John Buscema Jim Mooney John Romita    | Stan Lee John Romita  |                                                                |
| 03/70 | Et alors vint Electro !                                                      | And Then Came Electro !                                                     | Amazing Spider-Man no 82  | Spider-Man Intégrale 1970              | Jim Mooney John Romita                 | Stan Lee John Romita  |                                                                |
| 04/70 | Le Conspirateur !                                                            | The Schemer !                                                               | Amazing Spider-Man no 83  | Spider-Man Intégrale 1970              | Mickey Demeo John Romita               | Stan Lee              |                                                                |
| 05/70 | Le Caïd contre-attaque !                                                     | The Kingpin Strikes Back !                                                  | Amazing Spider-Man no 84  | Spider-Man Intégrale 1970              | John Buscema John Romita Jim Mooney    | Stan Lee              |                                                                |
| 06/70 | Le secret du Conspirateur !                                                  | The Secret Of The Schemer !                                                 | Amazing Spider-Man no 85  | Spider-Man Intégrale 1970              | John Buscema John Romita Jim Mooney    | Stan Lee              |                                                                |
| 07/70 | Attention... à la Veuve Noire !                                              | Beware... The Black Widow !                                                 | Amazing Spider-Man no 86  | Spider-Man Intégrale 1970              | John Romita Jim Mooney                 | Stan Lee              | La Veuve Noire Nick Fury Crimson Dynamo Iron Man Œil de Faucon |
| 08/70 | Enfin démasqué !                                                             | Unmasked At Last !                                                          | Amazing Spider-Man no 87  | Spider-Man Intégrale 1970              | John Romita Jim Mooney                 | Stan Lee              |                                                                |
| 09/70 | Les bras du Docteur Octopus !                                                | The Arms Of Doctor Octopus !                                                | Amazing Spider-Man no 88  | Spider-Man Intégrale 1970              | John Romita Jim Mooney                 | Stan Lee              |                                                                |
| 10/70 | Doc Ock est vivant !                                                         | Doc Ock Lives !!                                                            | Amazing Spider-Man no 89  | Spider-Man Intégrale 1970              | Gil Kane John Romita                   | Stan Lee              |                                                                |
| 11/70 | Et la mort viendra !                                                         | And Death Shall Come !                                                      | Amazing Spider-Man no 90  | Spider-Man Intégrale 1970              | Gil Kane John Romita                   | Stan Lee              |                                                                |
| 12/70 | Écraser une araignée !                                                       | To Smash A Spider !                                                         | Amazing Spider-Man no 91  | Spider-Man Intégrale 1970              | Gil Kane John Romita                   | Stan Lee              |                                                                |
| 01/71 | Quand Iceberg attaque                                                        | When Iceman Attacks                                                         | Amazing Spider-Man no 92  | Spider-Man Intégrale 1971              | Gil Kane John Romita                   | Stan Lee              | Iceberg                                                        |
| 02/71 | La belle et... le Rôdeur !                                                   | The Lady And... The Prowler !                                               | Amazing Spider-Man no 93  | Spider-Man Intégrale 1971              | John Romita                            | Stan Lee              |                                                                |
| 03/71 | Les ailes de la mort !                                                       | On Wings Of Death !                                                         | Amazing Spider-Man no 94  | Spider-Man Intégrale 1971              | Sal Buscema John Romita                | Stan Lee              |                                                                |
| 04/71 | Piège pour un terroriste !                                                   | Trap For A Terrorist !                                                      | Amazing Spider-Man no 95  | Spider-Man Intégrale 1971              | Sal Buscema John Romita                | Stan Lee              |                                                                |
| 05/71 | Et maintenant, le Bouffon !                                                  | And Now, The Goblin !                                                       | Amazing Spider-Man no 96  | Spider-Man Intégrale 1971              | Gil Kane John Romita                   | Stan Lee              |                                                                |
| 06/71 | Entre les griffes du Bouffon !                                               | In The Grip Of The Goblin !                                                 | Amazing Spider-Man no 97  | Spider-Man Intégrale 1971              | Gil Kane John Romita                   | Stan Lee John Romita  |                                                                |
| 07/71 | Le dernier souffle du Bouffon !                                              | The Goblin's Last Gasp !                                                    | Amazing Spider-Man no 98  | Spider-Man Intégrale 1971              | Gil Kane                               | Stan Lee John Romita  |                                                                |
| 08/71 | Panique en prison !                                                          | Panic In The Prison !                                                       | Amazing Spider-Man no 99  | Spider-Man Intégrale 1971              | Gil Kane                               | Stan Lee              |                                                                |
| 09/71 | L'araignée ou l'homme ?                                                      | The Spider Or The Man ?                                                     | Amazing Spider-Man no 100 | Spider-Man Intégrale 1971              | Gil Kane                               | Stan Lee              |                                                                |
| 10/71 | Un monstre appelé... Morbius !                                               | A Monster Called... Morbius !                                               | Amazing Spider-Man no 101 | Spider-Man Intégrale 1971              | Gil Kane                               | Roy Thomas            |                                                                |
| 11/71 | Vampire au large !                                                           | Vampire At Large !                                                          | Amazing Spider-Man no 102 | Spider-Man Intégrale 1971              | Gil Kane                               | Roy Thomas            |                                                                |
| 12/71 | Ballade en Terre Sauvage !                                                   | Walk The Savage Land !                                                      | Amazing Spider-Man no 103 | Spider-Man Intégrale 1971              | Gil Kane                               | Roy Thomas            | Ka-Zar                                                         |
| 01/72 | La belle et la brute                                                         | The Beauty And The Brute                                                    | Amazing Spider-Man no 104 | Spider-Man Intégrale 1972              | Gil Kane                               | Roy Thomas            | Ka-Zar                                                         |
| 03/72 | Spider-Man et la Torche - Joyeux Noël à l'Homme-Sable !                      | Spider-Man And The Human Torch - Have Yourself A Sandman Little Christmas ! | Marvel Team-Up (°1) no 1  | Spider-Man Team-Up Intégrale 1972-1973 | Ross Andru                             | Roy Thomas            | La Torche                                                      |
| 04/72 | Spider-Man et la Torche - Et Spidey font quatre !                            | Spider-Man And The Human Torch - And Spidey Makes Four !                    | Marvel Team-Up (°1) no 2  | Spider-Man Team-Up Intégrale 1972-1973 | Ross Andru                             | Gerry Conway          | La Torche Le Sorcier Piégeur Annihilus                         |
| 02/72 | Le Spidericide !                                                             | The Spider Slayer !                                                         | Amazing Spider-Man no 105 | Spider-Man Intégrale 1972              | Gil Kane                               | Stan Lee              |                                                                |
| 03/72 | Pan ! À l'assaut de l'araignée !                                             | Squash ! Goes The Spider !                                                  | Amazing Spider-Man no 106 | Spider-Man Intégrale 1972              | John Romita                            | Stan Lee              |                                                                |
| 04/72 | Spidey se déchaîne !                                                         | Spidey Smashes Thru !                                                       | Amazing Spider-Man no 107 | Spider-Man Intégrale 1972              | Gil Kane                               | Stan Lee              |                                                                |
| 05/72 | Vengeance du Vietnam !                                                       | Vengeance From Vietnam !                                                    | Amazing Spider-Man no 108 | Spider-Man Intégrale 1972              | John Romita                            | Stan Lee              |                                                                |
| 06/72 | Entre : Docteur Strange !                                                    | Enter : Dr Strange !                                                        | Amazing Spider-Man no 109 | Spider-Man Intégrale 1972              | John Romita                            | Stan Lee              | Docteur Strange                                                |
| 07/72 | Spider-Man et la Torche - Le pouvoir de drainage                             | Spider-Man And The Human Torch - The Power To Purge !                       | Marvel Team-Up (°1) no 3  | Spider-Man Team-Up Intégrale 1972-1973 | Ross Andru                             | Gerry Conway          | Fantastic Four Morbius                                         |
| 09/72 | Spider-Man et les X-Men - Et alors... les X-Men !                            | Spider-Man And The X-Men - And Then... The X-Men !                          | Marvel Team-Up (°1) no 4  | Spider-Man Team-Up Intégrale 1972-1973 | Gil Kane                               | Gerry Conway          | Les X-Men Morbius                                              |
| 07/72 | La naissance du... Gibbon !                                                  | The Birth Of... The Gibbon !                                                | Amazing Spider-Man no 110 | Spider-Man Intégrale 1972              | John Romita                            | Stan Lee              |                                                                |
| 08/72 | Traquer une araignée !                                                       | To Stalk A Spider !                                                         | Amazing Spider-Man no 111 | Spider-Man Intégrale 1972              | John Romita                            | Gerry Conway          |                                                                |
| 09/72 | Spidey fliqué !                                                              | Spidey Cops Out !                                                           | Amazing Spider-Man no 112 | Spider-Man Intégrale 1972              | John Romita                            | Gerry Conway          |                                                                |
| 10/72 | Ils l'appellent Docteur... Octopus ! *                                       | They Call The Doctor... Octopus !                                           | Amazing Spider-Man no 113 | Spider-Man Intégrale 1972              | Jim Starling Tony Mortellaro           | Roy Thomas            |                                                                |
| 11/72 | Hammerhead ?                                                                 | Hammerhead ?                                                                | Amazing Spider-Man no 114 | Spider-Man Intégrale 1972              | Jim Starling Tony Mortellaro           | Roy Thomas            |                                                                |
| 12/72 | Le dernier combat !                                                          | The Last Battle !                                                           | Amazing Spider-Man no 115 | Spider-Man Intégrale 1972              | Tony Mortellaro                        | Roy Thomas            |                                                                |
| 01/73 | Soudain... le Smasher !                                                      | Suddenly... The Smasher !                                                   | Amazing Spider-Man no 116 | Spider-Man Intégrale 1973              | John Romita                            | Stan Lee              |                                                                |
| 02/73 | Les desseins mortels de Disruptor !                                          | The Deadly Designs Of The Disruptor !                                       | Amazing Spider-Man no 117 | Spider-Man Intégrale 1973              | John Romita Jim Mooney Tony Mortellaro | Stan Lee Gerry Conway |                                                                |
| 03/73 | Compte à rebours vers le chaos !                                             | Countdown To Chaos !                                                        | Amazing Spider-Man no 118 | Spider-Man Intégrale 1973              | John Romita Jim Mooney Tony Mortellaro | Stan Lee Gerry Conway |                                                                |
| 11/72 | Spider-Man et la Vision - Passion Cérébrale !                                | Spider-Man And The Vision - A Passion Of The Mind !                         | Marvel Team-Up (°1) no 5  | Spider-Man Team-Up Intégrale 1972-1973 | Gil Kane                               | Gerry Conway          | Vision Le Maître des Maléfices                                 |
| 01/73 | Spider-man et la Chose - ...À ceux qui ne verront pas !                      | Spider-Man And The Thing - ...As Those Who Will Not See !                   | Marvel Team-Up (°1) no 6  | Spider-Man Team-Up Intégrale 1972-1973 | Gil Kane                               | Gerry Conway          | La Chose Le Maître des Maléfices Le Penseur Alicia Masters     |
| 03/73 | Spider-Man et Thor - Une anicroche dans le temps                             | Spider-Man And Thor - A Hitch In Time !                                     | Marvel Team-Up (°1) no 7  | Spider-Man Team-Up Intégrale 1972-1973 | Ross Andru                             | Gerry Conway          | Thor Uatu                                                      |
| 04/73 | Spider-Man et la Chatte - Man-Killer frappe à minuit !                       | Spider-Man And The Cat - The Man-Killer Moves At Midnight !                 | Marvel Team-Up (°1) no 8  | Spider-Man Team-Up Intégrale 1972-1973 | Jim Mooney                             | Gerry Conway          | La Chatte Man-Killer                                           |
| 05/73 | Spider-Man et Iron Man - La guerre de demain !                               | Spider-Man And Iron Man - The Tomorrow War !                                | Marvel Team-Up (°1) no 9  | Spider-Man Team-Up Intégrale 1972-1973 | Ross Andru                             | Gerry Conway          | Iron Man Zarrko Kang Les Vengeurs                              |
| 06/73 | Spider-Man et la Torche - Bombe temporelle !                                 | Spider-Man And The Human Torch - Time Bomb !                                | Marvel Team-Up (°1) no 10 | Spider-Man Team-Up Intégrale 1972-1973 | Jim Mooney                             | Gerry Conway          | Iron Man Zarrko Kang Les Vengeurs La Torche                    |
| 07/73 | Spider-Man et les Inhumains - Le gambit du jour fatal !                      | Spider-Man And The Inhumans - The Doomsday Gambit !                         | Marvel Team-Up (°1) no 11 | Spider-Man Team-Up Intégrale 1972-1973 | Jim Mooney                             | Len Wein              | Iron Man Zarrko Kang Les Vengeurs Les Inhumains                |
| 04/73 | Le nom de ce gentleman est... Hulk !                                         | The Gentleman's Name Is... Hulk !                                           | Amazing Spider-Man no 119 | Spider-Man Intégrale 1973              | John Romita                            | Gerry Conway          | Hulk                                                           |
| 05/73 | Combat et fureur !                                                           | The Fight And The Fury !                                                    | Amazing Spider-Man no 120 | Spider-Man Intégrale 1973              | John Romita Tony Mortellaro            | Gil Kane Gerry Conway | Hulk                                                           |
| 06/73 | La nuit où Gwen Stacy est morte                                              | The Night Gwen Stacy Died                                                   | Amazing Spider-Man no 121 | Spider-Man Intégrale 1973              | Gil Kane                               | Gerry Conway          |                                                                |
| 07/73 | Le dernier défi du Bouffon                                                   | The Goblin's Last Stand !                                                   | Amazing Spider-Man no 122 | Spider-Man Intégrale 1973              | Gil Kane                               | Gerry Conway          |                                                                |
| 08/73 | Juste un homme appelé Cage !                                                 | Just a man named Cage !                                                     | Amazing Spider-Man no 123 | Spider-Man Intégrale 1973              | Gil Kane John Romita                   | Gerry Conway          |                                                                |
| 08/73 | Un loup garou sur la baie !                                                  | Wolf at bay !                                                               | Marvel Team-Up (°1) no 12 | Spider-Man Team-Up Intégrale 1973-1974 | Ross Andru Don Perlin                  | Len Wein Gerry Conway | Jack Russell Le Lycantrophe Moondark                           |
| 09/73 | Un ciel de granit !                                                          | The granit sky !                                                            | Marvel Team-Up (°1) no 13 | Spider-Man Team-Up Intégrale 1973-1974 | Gil Kane Frank Giacoia                 | Len Wein              | Captain America Nick Fury La Gargouille Grise L'A.I.M.         |
| 09/73 | La marque du Loup-Garou ! **                                                 | The Mark of the Man-Wolf                                                    | Amazing Spider-Man no 124 | Spider-Man Intégrale 1973              | Gil Kane                               | Gerry Conway          |                                                                |
| 10/73 | Chasse au loup !                                                             | Wolfhunt !                                                                  | Amazing Spider-Man no 125 | Spider-Man Intégrale 1973              | Ross Andru                             | Gerry Conway          |                                                                |
| 10/73 | Le grabuge vient... des hommes-poissons !                                    | Mayhem is... the Men-Fish !                                                 | Marvel Team-Up (°1) no 14 | Spider-Man Team-Up Intégrale 1973-1974 | Len Wein                               | Gil Kane              | Le Prince des Mers Requin Tigre Dorcas                         |
| 11/73 | Le Kangourou rebondit !                                                      | The Kangaroo bounces back!                                                  | Amazing Spider-Man no 126 | Spider-Man Intégrale 1973              | Ross Andru                             | Gerry Conway          |                                                                |
| 11/73 | "Si ton œil te pousse au péché..." ***                                       | If an eye offend thee...                                                    | Marvel Team-Up (°1) no 15 | Spider-Man Team-Up Intégrale 1973-1974 | Ross Andru                             | Len Wein              | Le Prince des Mers Requin Tigre Dorcas                         |
| 12/73 | Les ailes noires de la mort !                                                | The dark wings of death!                                                    | Amazing Spider-Man no 127 | Spider-Man Intégrale 1973              | Ross Andru                             | Gerry Conway          |                                                                |
| 01/74 | Vautour dans le ciel...                                                      | The Vulture Hangs High!                                                     | Amazing Spider-Man no 128 | Spider-Man Intégrale 1974              | Ross Andru                             | Gerry Conway          |                                                                |
| 12/73 | Prends garde au Basilic, mon enfant !                                        | Beware the Basilisk, my son!                                                | Marvel Team-Up (°1) no 16 | Spider-Man Team-Up Intégrale 1973-1974 | Gil Kane                               | Len Wein              | Basilic Captain Marvel                                         |
| 01/74 | Chaos au centre de la terre !                                                | Chaos at the Earth's Core!                                                  | Marvel Team-Up (°1) no 17 | Spider-Man Team-Up Intégrale 1973-1974 | Gil Kane                               | Len Wein              | Mister Fantastic L'Homme-Taupe Basilic                         |
| 02/74 | Le Punisher frappe deux fois !                                               | The Punisher strikes twice!                                                 | Amazing Spider-Man no 129 | Spider-Man Intégrale 1974              | Ross Andru                             | Gerry Conway          | Le Punisher                                                    |
| 03/74 | Trahi !                                                                      | Betrayed!                                                                   | Amazing Spider-Man no 130 | Spider-Man Intégrale 1974              | Ross Andru                             | Gerry Conway          | Le Punisher                                                    |
| 04/74 | Mon oncle... Mon ennemi ?                                                    | My Uncle... My ennemy?                                                      | Amazing Spider-Man no 131 | Spider-Man Intégrale 1974              | Ross Andru                             | Gerry Conway          | Le Punisher                                                    |
| 03/74 | L'apparition de... Stegron, l'homme dinosaure !Chaos au centre de la terre ! | The coming of... Stegron, the Dinosaur Man!                                 | Marvel Team-Up (°1) no 19 | Spider-Man Team-Up Intégrale 1973-1974 | Gil Kane                               | Len Wein              | Ka-zar Stegron                                                 |
| 04/74 | Des dinosaures sur Broadway !                                                | Dinosaurs on Broadway!                                                      | Marvel Team-Up (°1) no 20 | Spider-Man Team-Up Intégrale 1973-1974 | Sal Buscema                            | Len Wein              | La Panthère Noire Stegron                                      |

* Cet épisode contient une référence à Marvel Team-Up (°1) 4

** Cet épisode contient une référence à Marvel Team-Up (°1) 12

*** Cet épisode fait référence à Amazing Spider-Man (°1) 126

## Années 1980
| DATE  | TITRE VF                                     | TITRE VO                         | PARUTION VO                   | PARUTION VF                                       | DESSINS      | SCÉNARIO                 |
| ----- | -------------------------------------------- | -------------------------------- | ----------------------------- | ------------------------------------------------- | ------------ | ------------------------ |
| 05/84 | La guerre commence !                         | The War Begins                   | Secret Wars no 1              | Best Of Marvel : Les Guerres Secrètes Spidey N°66 | Michael Zeck | Jim Shooter              |
| 06/84 | Prisonniers de guerre !                      | Prisoners of war !               | Secret Wars no 2              | Best Of Marvel : Les Guerres Secrètes Spidey N°67 | Michael Zeck | Jim Shooter              |
| 07/84 | Tempête à l'extérieur, crise à l'intérieur ! | Tempest Without, Crisis Within ! | Secret Wars no 3              | Best Of Marvel : Les Guerres Secrètes Spidey N°68 | Michael Zeck | Jim Shooter              |
| 08/84 | Situation : désespérée !                     | Situation: Hopeless !            | Secret Wars no 4              | Best Of Marvel : Les Guerres Secrètes Spidey N°69 | Bob Layton   | Jim Shooter              |
| 09/84 | La bataille des quatre armées !              | The Battle Of Four Armies !      | Secret Wars no 5              | Best Of Marvel : Les Guerres Secrètes Spidey N°70 | Bob Layton   | Jim Shooter              |
| 10/84 | Une petite mort...                           | A Little Death...                | Secret Wars no 6              | Best Of Marvel : Les Guerres Secrètes Spidey N°71 | Michael Zeck | Jim Shooter              |
| 11/84 | Berserker !                                  | Berserker !                      | Secret Wars no 7              | Best Of Marvel : Les Guerres Secrètes Spidey N°72 |              |                          |
| 12/84 | Invasion !                                   | Invasion! (en)                   | Secret Wars no 8              | Best Of Marvel : Les Guerres Secrètes Spidey N°73 |              |                          |
| 01/85 | Assaut contre Galactus !                     | Assault On Galactus !            | Secret Wars no 9              | Best Of Marvel : Les Guerres Secrètes Spidey N°74 |              |                          |
| 02/85 | Mort au Beyonder !                           | Death To The Beyonder !          | Secret Wars no 10             | Best Of Marvel : Les Guerres Secrètes Spidey N°75 | Michael Zeck | Jim Shooter              |
| 03/85 | Et tu redeviendras poussière !               | ...And Dust to Dust !            | Secret Wars no 11             | Best Of Marvel : Les Guerres Secrètes Spidey N°76 | Michael Zeck | Jim Shooter              |
| 04/85 | Rien à craindre...                           | ...Nothing to Fear...            | Secret Wars no 12             | Best Of Marvel : Les Guerres Secrètes Spidey N°77 | Michael Zeck | Jim Shooter              |
| 05/84 | Retour au foyer                              | Homecoming !                     | The Amazing Spider-Man no 252 | Strange N°196                                     | Ron Frenz    | Roger Stern Tom De Falco |